# 世界音樂獎
世界音樂獎（英語：World Music Awards）是國際唱片業協會（IFPI）認可每年度舉辦，與葛萊美獎同為國際重要音樂獎之一。世界音樂獎成立於1989年，總部設在蒙地卡羅，由摩納哥王子阿爾貝二世高度贊助與獎項製作人及低調的慈善家族John Martinotti聯合創辦至今，以國際獎項展秀節目結合公益志業的活動，不購買網路會員，透過全球皇室成員表彰文化藝術表現，根據國際唱片協會總會銷售報表IFPI以及相關影視產協會真實產值，以及全球影歌迷的即時票選支持度，決定頒贈的獎項而獨樹一幟。舉辦了22屆至今，每一屆頒贈30-40個獎項，其中20個獎項，則以頒獎結合表演型態節目製作撥出，包含紅地毯，訪問花絮以及開放票選等為期三天的活動，邀集影視音全球最知名的藝人與重要嘉賓參與頒獎與表演，並進行宣揚文化與慈善活動。每年都有超過160個國家的電視台直播或轉播頒獎典禮，觀眾人數超過10億，在一般時間世界音樂獎官方網站  Archive.today的存檔，存档日期2012-12-16 隨時有760多萬人、臉書官網  （页面存档备份，存于） 則有有超過280萬人追縱並擷取最新消息，頒獎期間則依據獎項別瞬間擁入數億觀眾。世界音樂獎自成立以來，每一屆在世界各地建立了幾所醫院，學校和孤兒院。迄今為止，非洲，亞洲和南美洲共有23個世界音樂獎慈善活動推展組織，旨在挽救生命，為那些不幸的人提供教育和庇護。

## 獎項
- 最佳音樂專輯獎
- 最佳男歌手獎
- 最佳女歌手獎
- 最佳拉丁專輯獎
- 最佳專輯製作獎
- 全球最高銷量獎
- 歐洲最高銷量獎
- 北美最高銷量獎
- 亞洲最高銷量獎（1995年，1996年設置）
- 傳奇獎
- 鑽石獎

## 主辦城市
- 1989年 - 2003年，2007年 - 現在：蒙特卡洛
- 2004年：拉斯維加斯
- 2005年：柯達劇院
- 2006年：伯爵府展覽中心

## 主要得主
- Amr Diab
- Andrea Bocelli
- Beyonce
- Bon Jovi
- Britney Spears
- Christina Aguilera
- Céline Dion
- Coldplay
- Eminem
- Kylie Minogue
- Lady Gaga
- Leona Lewis
- Mariah Carey
- Maroon 5
- Madonna
- Martin Garrix
- Michael Jackson
- Ricky Martin
- Rihanna
- Rod Stewart
- Shakira
- Taylor Swift

## 香港及臺灣主要得主
- 張學友 1995，1996年
- 蕭亞軒 2001年
- 謝霆鋒 2002年
- 周杰倫 2004，2006～2008年

## 日本主要得主
- CHAGE&ASKA　Best-selling Artist/Japan・Best-selling Artist/Asia（1992年〜1994年3年連續獲獎）

1993年・1994年在摩納哥當地表演。
- 安室奈美恵　Best Selling Japanese Recording Artist of the Year（1997年）、Best-selling Artist/Asia（2010年）

1997年由於巡演中因此以錄像出席，睽違13年獲獎，2010年在摩納哥當地披露了「Hide & Seek」。
- B'z　World Selling Japanese Artist of the year（1999年）

由於錄製專輯『Brotherhood』而缺席，從美國洛杉磯以錄像出席。
- 濱崎步　Best-selling Artist/Japan（2001年）
- 宇多田光　Best-selling Artist/Japan（2004年）
- EXILE 　Best-selling Artist/Japan（2008年）

## 外部連結
- 官方網站

1. ↑  B'zに世界のアーティスト勲章!!、SANSPO.COM、1999年6月25日。（存於網際網路檔案館）